# A domanda risponde
A domanda risponde è stato un programma televisivo italiano andato in onda su Rete Mia dal settembre 1990 al marzo 1991, il lunedì in seconda serata con replica il venerdì successivo alle 20, inizialmente con la conduzione di Maro Marcellini (anche regista del programma), poi sostituito da Simona Patitucci.

## Il programma
Ogni puntata della trasmissione proponeva al pubblico un'intervista "senza scrupoli" ad un personaggio noto del mondo dello spettacolo, del cinema o della televisione. Peculiarità dell'intervista era quella di dover rispondere alle domande poste dal conduttore in maniera opposta rispetto a ciò che si sarebbe effettivamente voluto esprimere. Tra gli ospiti che si sono succeduti nell'arco dell'unica edizione del programma si ricordano Sylva Koscina, Giorgio Bracardi, Daniela Poggi, Jerry Calà, Alberto Lionello, Lino Banfi, Gianmarco Tognazzi, Maria Giovanna Elmi, Carlo Verdone, Elena Sofia Ricci, Luciano De Crescenzo, Marina Suma, Ferruccio Amendola, Ugo Tognazzi, Alberto Sordi, Michele Placido, Mita Medici, Alessandro Haber.